# Arvid de Kleijn
Arvid de Kleijn (ur. 21 marca 1994 w Herveld) – holenderski kolarz szosowy.

## Osiągnięcia
Opracowano na podstawie:

2016
- 2. miejsce w GP Horsens
- 1. miejsce w Paryż-Tours U23

2017
- 1. miejsce na 3. etapie Tour du Loir-et-Cher
- 2. miejsce w Profronde van Noord-Holland
- 1. miejsce w Antwerpse Havenpijl
- 1. miejsce w Sluitingsprijs Putte-Kapellen

2019
- 2. miejsce w Tour de Normandie
  - 1. miejsce na 3. etapie
- 1. miejsce w klasyfikacji punktowej Tour du Loir-et-Cher
  - 1. miejsce na 3. etapie
- 1. miejsce w Midden-Brabant Poort Omloop
- 1. miejsce na 1. etapie Wyścigu Solidarności i Olimpijczyków
- 1. miejsce na 4. etapie Kreiz Breizh Elites
- 1. miejsce w Druivenkoers Overijse
- 2. miejsce w De Kustpijl
- 3. miejsce w Tacx Pro Classic

2020
- 3. miejsce w Gooikse Pijl

2021
- 1. miejsce na 1. etapie Presidential Cycling Tour of Turkey
- 1. miejsce w Route Adélie de Vitré

2022
- 1. miejsce na 1. etapie Quatre Jours de Dunkerque

2023
- 1. miejsce w Mediolan-Turyn
- 2. miejsce w Veenendaal-Veenendaal Classic
- 1. miejsce na 3. etapie Boucles de la Mayenne
- 1. miejsce na 3. etapie ZLM Tour

## Rankingi
| Rok             | 2016 | 2017 | 2018  | 2019 | 2020 | 2021 | 2022 | 2023 | 2024 |
| --------------- | ---- | ---- | ----- | ---- | ---- | ---- | ---- | ---- | ---- |
| World Ranking   | 507. | 234. | 3012. | 174. | 216. | 224. | 664. | 133. | 133. |
| UCI Europe Tour | 284. | 98.  | 2009. | 144. | 180. | 192. | 511. | -    | 107. |
|                 |      |      |       |      |      |      |      |      |      |
| Źródło: UCI     |      |      |       |      |      |      |      |      |      |